# Species III
Species III (bra: A Experiência 3, ou A Experiência III; prt: Espécie Mortal 3, ou Espécie Mortal III) é um filme norte-americano de 2004, dos gêneros ficção científica e horror, dirigido por Brad Turner, com roteiro de Ben Ripley baseado nos personagens de Dennis Feldman para os filmes Species e Species II, dos quais é continuação.
No Brasil e nos Estados Unidos, o filme foi lançado diretamente em vídeo.

## Sinopse
Dos alienígenas que já estão na Terra há três gerações, Sara, filha de Eva, é a mais resistente às doenças dos humanos. Ela mora na casa do professor Abbot, que a sequestrara das mãos do governo quando ainda era bebê, a fim de adquirir notoriedade com suas experiências para criar um espécime perfeito. O problema é que a natureza dela falará mais alto.